# どこかでなにかが
『どこかでなにかが』はNHK「銀河ドラマ」で1970年5月18日～5月29日に放送された連続テレビドラマである。カラー作品。全10回。NHK大阪制作。

## 概要
「銀河ドラマ」第27作。両親を亡くした四人姉弟が、世間に揉まれ様々な問題にぶつかりながら力強く生きてゆく姿を描くホームドラマ。主演の夏圭子は当時竜雷太と結婚したばかりで、話題に花を添えた。

## 物語
内職をしながら三人の妹弟の面倒を見てきた松子も27歳。そろそろ自分自身の行く末を決めなければならないが、恋愛問題に悩む梅子、影絵芝居に夢中の女子大生竹子、次々と問題を起こす末っ子の鶴亀と、気の休まる暇がない。鶴亀の担任の田口先生に相談するうちにほのかな思慕の情が芽生える松子だったが、ある日、両親の在世中に嫁いだ長姉初子が、見合いの話を持ってやってきた。

## キャスト
- 早乙女松子 ……………… 夏圭子
- 早乙女梅子 ……………… 西尾三枝子
- 早乙女竹子 ……………… 左時枝
- 早乙女鶴亀 ……………… 三ツ矢雄二
- 田口先生 ………………… 勝呂誉
- 深沢初子 ………………… 八木昌子
- 深沢辰郎 ………………… 安倍尚巳
- 森川 ……………………… 田中直行
- 稲取 ……………………… 山本稔
- 中華料理屋のおばさん　… 初音礼子
- 戸部恵子 ………………… 石橋智子
- 上田夫人 ………………… 由利京子
- 巡査 ……………………… 日高久
- 課長 ……………………… 溝田繁
- 和尚 ……………………… 西山嘉孝
- 医者 ……………………… 北原将光

## スタッフ
- 原作：壺井栄
- 脚本：小田和生
- 演出：八木雅次、島田弘
- 音楽：奥村貢
- 制作：山田勝美

## 参考資料
- 「テレビジョンドラマ」（放送映画出版）